# Шуваєв Георгій Іванович
Георгій Іванович Шуваєв (рос. Георгий Иванович Шуваев; 6 травня 1969, Старий Оскол, РРФСР — 1 жовтня 2022, Україна) — російський офіцер, полковник ЗС РФ. Герой Російської Федерації.

## Біографія
Син офіцера-ветерана Другої світової війни і медсестри. У 12 років втратив батька. В 1986 році закінчив зі срібною медаллю старооскольську середню загальноосвітню школу №5. Протягом 1986—1991 років — курсант Ленінградського вищого артилерійського інженерного училища. Після закінчення училища був направлений в Туркестанський військовий округ, проте не хотів приймати присягу іншої країни, тому в тому ж році подав рапорт Міністерству оборони Росії про переведення в ЗС РФ. Служив на командних посадах у різних ракетно-артилерійських частинах, починаючи з командира взводу. В 2000 році закінчив Михайлівську військову артилерійську академію. В 2013/19 роках — командир 288-ї артилерійської бригади. 
З 2019 року — начальник відділу ракетних військ і артилерії 1-ї танкової армії. З 24 лютого 2022 року брав участь у вторгненні в Україну. За загрозу територіальній цілісності та незалежності України був включений в санкційні списки всіх країн Європейського Союзу і Великої Британії. Шуваєв займався плануванням використання важкої артилерії при обстрілах населених пунктів Сумської і Харківської областей, внаслідок чого загинули багато цивільних. Загинув у бою. Російська пропаганда приховує обставини загибелі Шуваєва і стверджує, що він «загинув при виконанні службових обов'язків». 
31 жовтня 2022 році був похований на федеральному військовому меморіалі «Пантеон захисників Вітчизни» (Митищі).

## Нагороди
Отримав численні нагороди, серед яких:
- Медаль «За відзнаку у військовій службі» 2-го ступеня
- Медаль «За відзнаку у військовій службі» 3-го, 2-го і 1-го ступеня (20 років)
- Медаль «За військову доблесть» 2-го і 1-го ступеня
- Медаль ордена «За заслуги перед Вітчизною» 2-го ступеня
- Орден Мужності (червень 2022)
- Звання «Герой Російської Федерації» (14 грудня 2022, посмертно) — «за мужність і героїзм, проявлені під час виконання військового обов'язку.» 18 січня 2023 року медаль «Золота зірка» була вручена рідним Шуваєва військовим комісаром Москви і головою Московської міської думи.[5]